# Родріго Пессоа
Родріго Пессоа (порт. Rodrigo Pessoa, 29 листопада 1972) — бразильський вершник.
Олімпійський чемпіон 2004 року в індивідуальному конкурі, бронзовий призер 1996 (командний конкур), 2000 (командний конкур) років, учасник 1992, 2008, 2012, 2020 років.
Переможець Панамериканських ігор 1995 (командний конкур), 2007 (командний конкур) років, срібний призер 2007 (індивідуальний конкур), 2011 (командний конкур) років, бронзовий призер 2023 року в командному конкурі.
Переможець Всесвітніх ігор з кінного спорту 1998 року.
Срібний призер Кубка націй 2013 року в командному конкурі.